# Kolem Flander (ženský závod)
Kolem Flander (nizozemsky Ronde van Vlaanderen) je každoroční jednodenní ženský cyklistický závod konaný ve Flandrech v Belgii na začátku dubna. Koná se ve stejný den jako mužský závod a tyto závody spolu sdílí většinu trasy, ačkoliv ženský závod je kratší. Nizozemky Mirjam Melchersová a Annemiek van Vleutenová společně s Němkou Judith Arndtovou drží rekord pro počet vítězství; všechny 3 závodnice vyhrály dvakrát. Van Vleutenová vyhrála poslední ročník 2021.
Závod se koná každoročně od roku 2004 ve stejný den jako mužský závod. Od roku 2004 do roku 2015 byl závod součástí UCI Women's Road World Cup. Od roku 2016 je závod součástí UCI Women's World Tour, série nejprestižnějších ženských cyklistických závodů. Od prvního ročníku se trasa závodu postupně prodloužila z 94 km do 157 km v roce 2019, a také bylo zahrnuto více stoupání.

## Historie

### První závod
První ročník ženské varianty závodu Kolem Flander se konal 4. dubna 2004. Závod byl dlouhý 94 km, čímž se stal nejkratším ročníkem historie, a zahrnoval 9 kategorizovaných stoupání, kdy Muur van Geraardsbergen a Bosberg byly poslední dvě stoupání závodu. Závod začal v Oudenaarde a skončil v Ninove a posledních 55 km závodu bylo identických s mužským závodem. Ruska Zoulfia Zabirova vyhrála poté, co sama zaútočila na Muuru a osamoceně si dojela pro vítězství. Trixi Worracková porazila Leontien van Moorselovou ve sprintu o druhé místo.

### Fraška v roce 2005
Druhý ročník závodu se jel na trase dlouhé 112 km, která zahrnovala 12 stoupání. Nizozemka Mirjam Melchersová-van Poppelová vyhrála poté, co ujela své týmové kolegyni z úniku Susanne Ljungskogové v posledním kilometru. Závod o třetí místo však nedopadl dobře. Skupina 20 závodnic byla 2 kilometry před cílem špatně nasměrována a cílovou pásku proťala v opačném směru. Všechny jezdkyně této skupiny, včetně lídryně světového poháru Oenone Woodové, byly diskvalifikovány. Melchersová své vítězství o rok později obhájila, čímž se stala první dvojnásobnou vítězkou závodu.

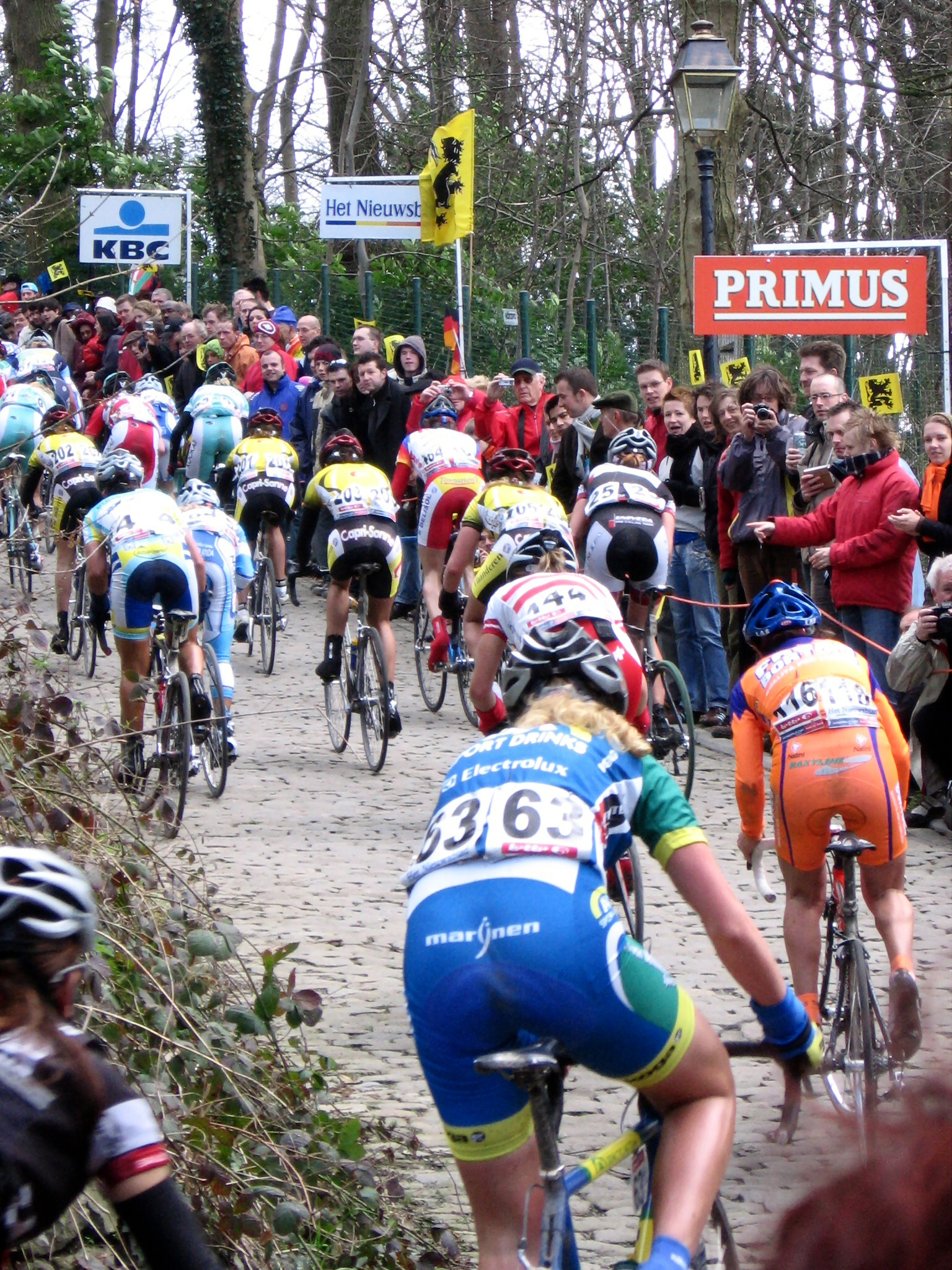
Závodnice na trati závodu v roce 2006.

V roce 2009 byl závod dlouhý 131 km a zahrnoval tři dlouhé dlážděné sektory jako přídavek k stoupáním. Německá sprinterka Ina-Yoko Teutenbergová vyhrála ve sprintu patnáctičlenné skupiny o vítězství před Kirsten Wildovou a Emmou Johanssonovou. V roce 2010 závod vyhrála Grace Verbekeová, čímž se stala první a zatím jedinou belgickou vítězkou závodu, poté, co za sebou těsně udržela stíhací skupinu.

### Přesun do Oudenaarde

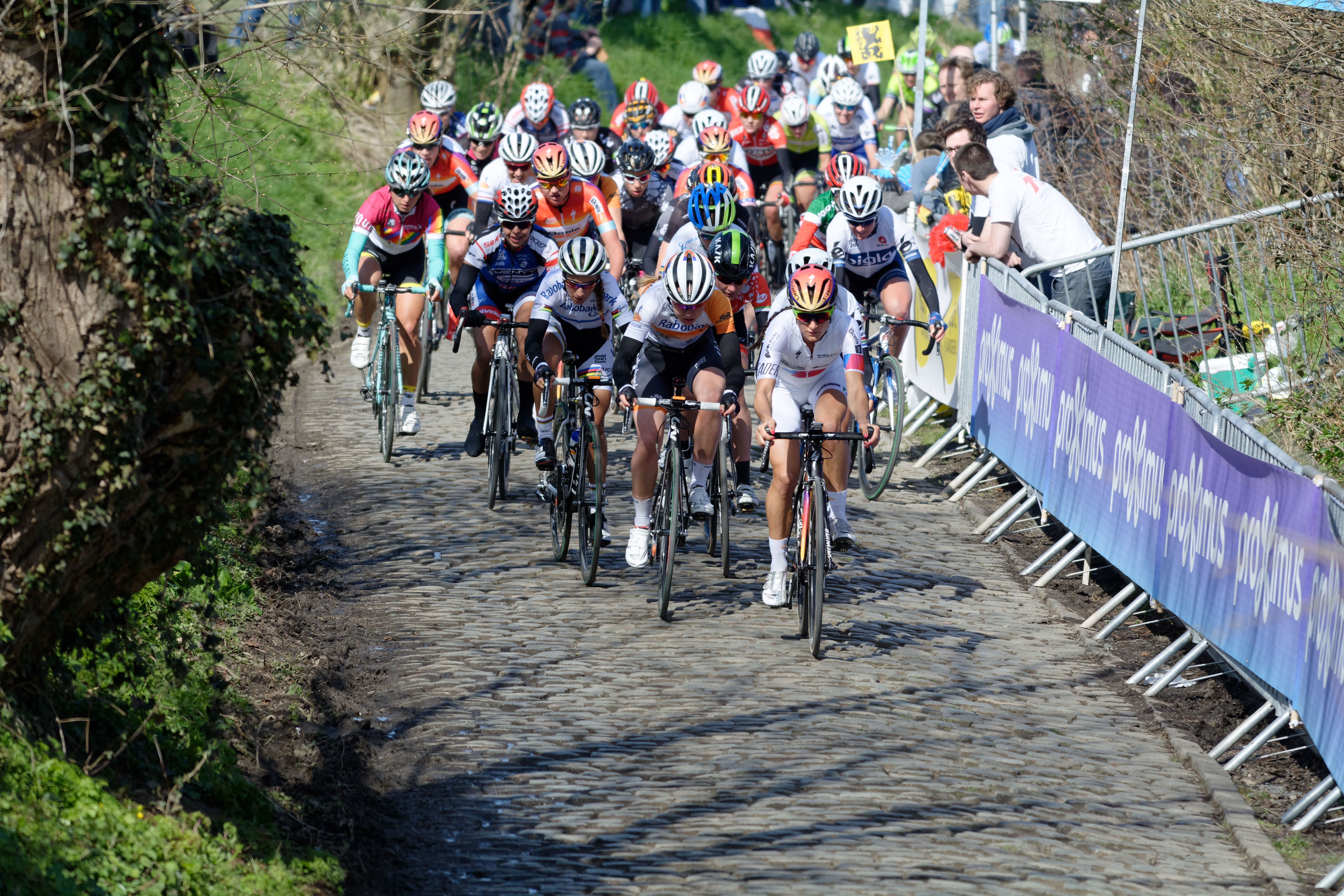
Peloton na začátcích Oude Kwaremontu v roce 2015.

V roce 2012 byl cíl jak mužského, tak ženského závodu přesunut do Oudenaarde, čímž se Oudenaarde stalo startovní i cílovou lokací ženské varianty. Oude Kwaremont a Paterberg nahradily Muur van Geraardsbergen a Bosberg jako poslední 2 stoupání závodu. Němka Judith Arndtová se stala druhou dvojnásobnou vítězkou závodu a stejně jako při svém prvním vítězství v roce 2008 porazila ve sprintu o vítězství Kristin Armstrongovou.
Marianne Vosová se stala vítězkou o rok později, kdy po třech umístěních na pódiu porazila ve sprintu o vítězství Ellen van Dijkovou, Emmu Johanssonovou a Elisu Longovou Borghiniovou poté, co se společně oddělili od zbytku závodnic na Oude Kwaremontu. Van Dijková vyhrála o rok později díky sólo útoku 26 km před cílem na Hotondu a do cíle dojela s náskokem více než minuty na Lizzie Armitsteadovou a Emmu Johanssonovou. Elisa Longová Borghiniová se v roce 2015 stala historicky první italskou vítězkou díky útoku 30 km před cílem. Jolien D'Hooreová vyhrála sprint o 2. místo před Annou van der Breggenovou.

### Závod součástí World Tour

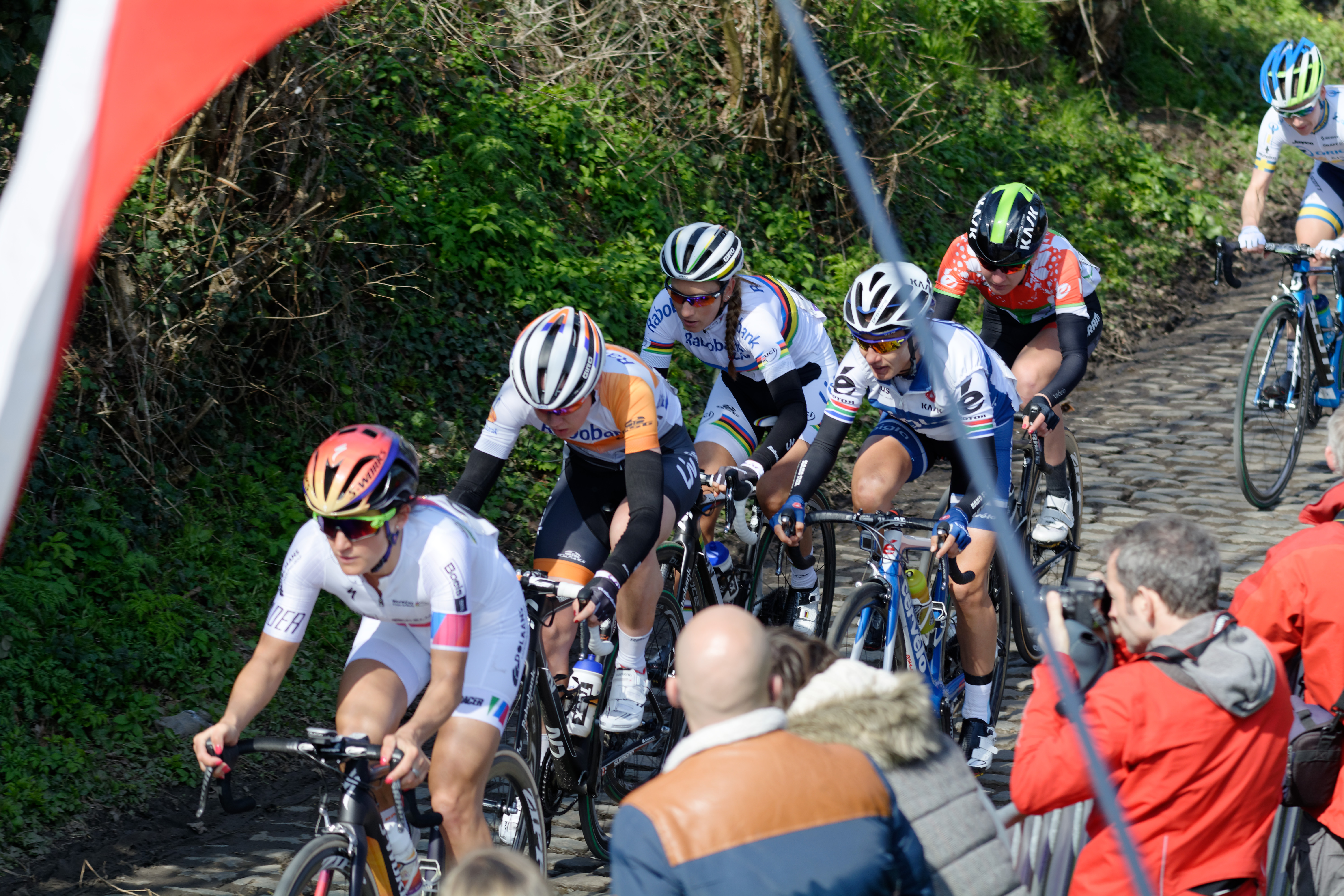
Peloton v roce 2015 na Oude Kwaremontu.

V roce 2016 byl závod Kolem Flander zahrnut do úvodního ročníku UCI Women's World Tour. Britka Lizzie Armitsteadová získala vítězství ve sprintu proti Emmě Johanssonové poté, co se tyto dvě závodnice utrhly na Oude Kwaremontu.
Ročník 2017 se poprvé konal za nových pravidel UCI, které povolili delší vzdálenosti pro ženské závody. Trasa proto byla protáhnuta na 153,2 km a zahrnovala 12 stoupání a 5 rovinatých dlážděných sektorů. Po šestileté přestávce se na trasu vrátil Muur van Geraardsbergen, stejně jako v mužském závodu. Coryn Riveraová se stala první americkou vítězkou tohoto závodu poté, co vyhrála sprint osmnáctičlenné skupiny před Gracií Elvinovou a Chantal Blaakovou.
V roce 2018 byl poprvé v historii celý závod vysílán živě v televizi. Olympijská šampionka v silničním závodu Anna van der Breggenová se stala vítězkou díky sólo nástupu 28 km před cílem na stoupání Kruisberg. Své vedení navýšila na Oude Kwaremontu a Paterbergu a náskok si udržela až do cíle. Amy Pietersová dojela druhá se ztrátou minuty a osmi sekund, díky čemuž van der Breggenová získala rekord pro největší vítězný rozdíl v historii závodu.
Ročník 2020 musel být odložen kvůli pandemii koronaviru na říjen. Vítězkou se stala Chantal van den Broeková-Blaaková, která zaútočila 19 km před cílem na Oude Kwaremontu a i díky práci svých týmových kolegyň ve stíhací skupině si vypracovala náskok jedné minuty, který si udržela až do cíle. Skvělý den týmu Boels–Dolmans podtrhla Amy Pietersová, která vyhrála sprint o 2. místo.

## Trasa

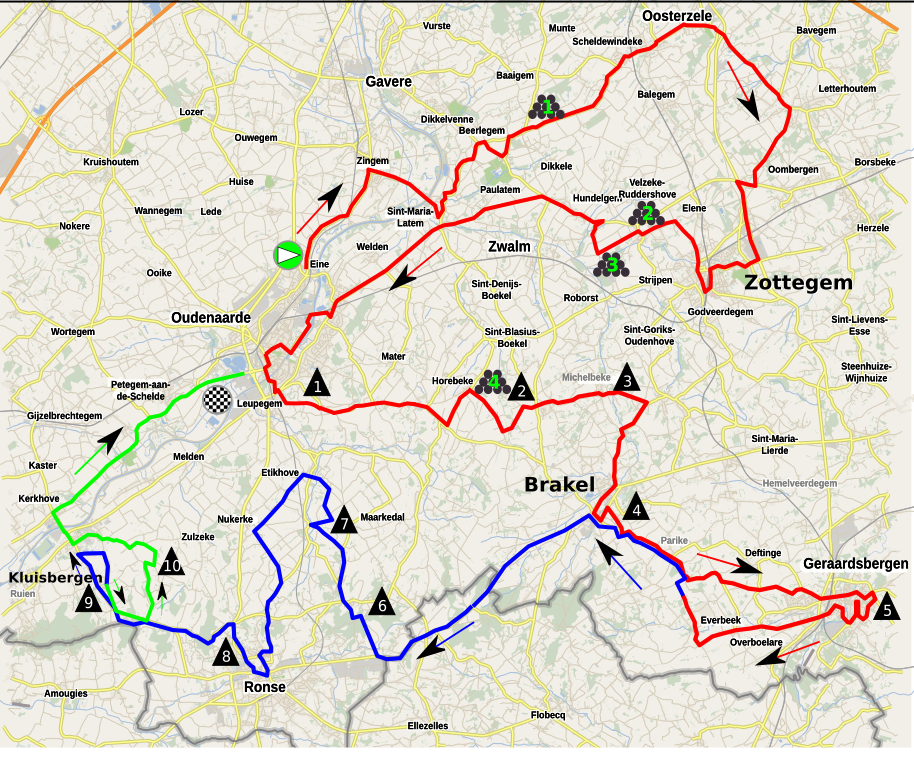
Trasa ročníku 2019: závod začíná a končí v Oudenaarde, zahrnuje 10 stoupání a je dlouhý 157 km. Posledních 16 km je zelených.

### Současná trasa
Závod začíná a končí v Oudenaarde, 30 km jižně od Gentu ve Východních Flandrech. Je dlouhý 157,4 km a má podobný závěr jako mužská varianta, s množstvím stejných stoupání s výjimkou Koppenbergu. Prvních 90 kilometrů prochází zvlněnou krajinou regionu Zwalm, než se závodnice dostanou do kopců Vlámských Arden mezi Geraardsbergenem a Oudenaarde v závěrečných 60 kilometrech. V nich se nachází většina ikonických stoupání jako Muur van Geraardsbergen, Oude Kwaremont a Paterberg. Trasa prochází skoro výhradně provincií Východní Flandry. Od roku 2017 je 8 kilometrů trasy mezi Geraardsbergenem a Ronse položeno ve valonské provincii Hainaut.

### Stoupání a dlážděné cesty

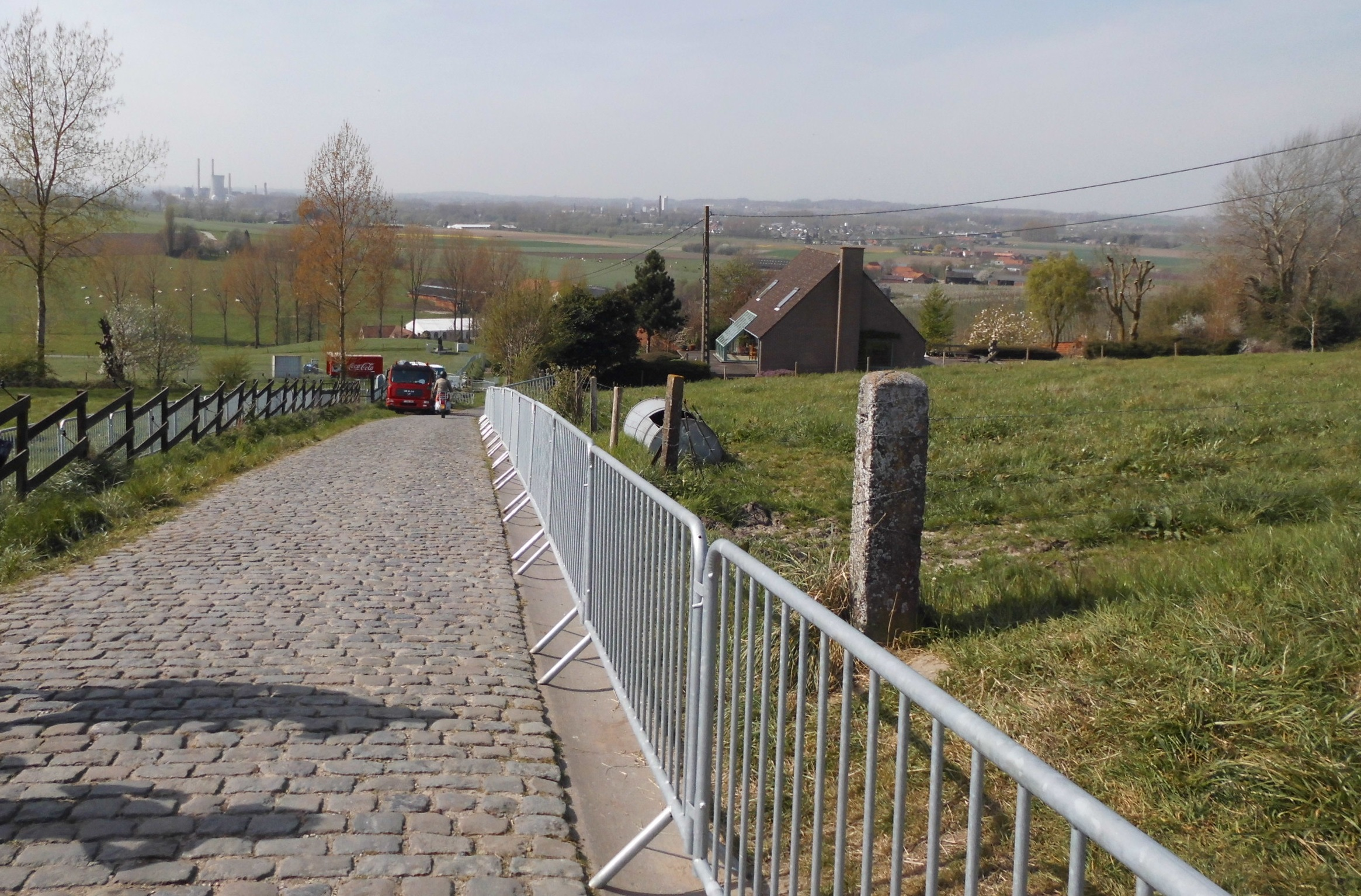
Paterberg v Kluisbergenu je nejprudším a posledním stoupáním závodu a na jeho vrcholu zbývá 13 km do cíle.

Krátké a ostré kopce Vlámských Arden jsou typické pro závod Kolem Flander a jsou to místa největší koncentrace fanoušků. Každý kopec má svůj vlastní charakter s různými sklony a povrchy, čímž utvářejí obtížné výzvy pro závodnice. Oude Kwaremont je 2,2 km dlouhý s nerovným dlážděným povrchem, ale není moc prudký. Paterberg je kratší a se svými 20 procenty je nejprudším stoupáním ženského závodu.
Závod zahrnuje 12 stoupání, o 6 méně než v mužském závodu, a 5 dlouhých dlážděných rovinatých sektorů. Posledních 31 km trasy je identických s mužským finále. Společně s kopci je na trase 5 dlážděných sektorů v první půli závodu, a to Langemunte, Lippenhovestraat, Paddestraat, Holleweg a Haaghoek s celkovou délkou 7,8 km.
| Číslo | Jméno                   | Vzdálenost od          | Vzdálenost od        | Povrch        | Délka (v metrech) | Sklon (%) | Sklon (%) |
| Číslo | Jméno                   | Startu (v kilometrech) | Cíle (v kilometrech) | Povrch        | Délka (v metrech) | Průměr    | Maximum   |
| ----- | ----------------------- | ---------------------- | -------------------- | ------------- | ----------------- | --------- | --------- |
| 1     | Achterberg              | 56,0                   | 97,2                 | asfalt        | 1500              | 4,3       | 11        |
| 2     | Eikenberg               | 62,6                   | 90,6                 | kostky        | 1200              | 5,2       | 10        |
| 3     | Wolvenberg              | 65,7                   | 87,5                 | asfalt        | 645               | 7,9       | 17,3      |
| 4     | Leberg                  | 74,5                   | 78,7                 | asfalt        | 950               | 4,2       | 13,8      |
| 5     | Berendries              | 78,6                   | 74,6                 | asfalt        | 940               | 7         | 12,3      |
| 6     | Tenbosse                | 83,5                   | 69,7                 | asfalt        | 450               | 6,9       | 8,7       |
| 7     | Muur van Geraardsbergen | 93,9                   | 59,3                 | kostky        | 1075              | 9,3       | 19,8      |
| 8     | La Houppe               | 112,5                  | 40,7                 | asfalt        | 2800              | 3,3       | 10        |
| 9     | Kanarieberg             | 118,3                  | 34,9                 | asfalt        | 1000              | 7,7       | 14        |
| 10    | Kruisberg–Hotond        | 126,7                  | 26,5                 | kostky–asfalt | 2500              | 5         | 9         |
| 11    | Oude Kwaremont          | 136,5                  | 16,7                 | kostky        | 2200              | 4         | 11,6      |
| 12    | Paterberg               | 140,0                  | 13,2                 | kostky        | 360               | 12,9      | 20,3      |

| Číslo | Jméno            | Vzdálenost od          | Vzdálenost od        | Délka (v metrech) |
| Číslo | Jméno            | Startu (v kilometrech) | Cíle (v kilometrech) | Délka (v metrech) |
| ----- | ---------------- | ---------------------- | -------------------- | ----------------- |
| 1     | Lange Munte      | 12,5                   | 139,4                | 2470              |
| 2     | Lippenhovestraat | 36,3                   | 115,6                | 1 300             |
| 3     | Paddestraat      | 37,8                   | 114,1                | 1 500             |
| 4     | Holleweg         | 63,4                   | 88,5                 | 1 500             |
| 5     | Haaghoek         | 69,1                   | 82,8                 | 2 000             |

## Seznam vítězek
| Rok  | Země               | Jezdkyně                          | Tým                                            |
| ---- | ------------------ | --------------------------------- | ---------------------------------------------- |
| 2004 | Rusko              | Zoulfia Zabirova                  | Team Let's Go Finland                          |
| 2005 | Nizozemsko         | Mirjam Melchersová-van Poppelová  | Buitenpoort–Flexpoint Team                     |
| 2006 | Nizozemsko         | Mirjam Melchersová-van Poppelová  | Buitenpoort–Flexpoint Team                     |
| 2007 | Spojené království | Nicole Cookeová                   | Raleigh–Lifeforce–Creation HB Pro Cycling Team |
| 2008 | Německo            | Judith Arndtová                   | Team High Road                                 |
| 2009 | Německo            | Ina-Yoko Teutenbergová            | Team Columbia Highroad Women                   |
| 2010 | Belgle             | Grace Verbekeová                  | Lotto Ladies Team                              |
| 2011 | Nizozemsko         | Annemiek van Vleutenová           | Nederland Bloeit                               |
| 2012 | Německo            | Judith Arndtová                   | GreenEDGE–AIS                                  |
| 2013 | Nizozemsko         | Marianne Vosová                   | Rabobank Women Cycling Team                    |
| 2014 | Nizozemsko         | Ellen van Dijková                 | Boels–Dolmans                                  |
| 2015 | Itálie             | Elisa Longová Borghiniová         | Wiggle–Honda                                   |
| 2016 | Spojené království | Lizzie Armitsteadová              | Boels–Dolmans                                  |
| 2017 | Spojené státy      | Coryn Riveraová                   | Team Sunweb                                    |
| 2018 | Nizozemsko         | Anna van der Breggenová           | Boels–Dolmans                                  |
| 2019 | Itálie             | Marta Bastianelliová              | Team Virtu Cycling                             |
| 2020 | Nizozemsko         | Chantal van den Broeková-Blaaková | Boels–Dolmans                                  |
| 2021 | Nizozemsko         | Annemiek van Vleutenová           | Movistar Team                                  |
| 2022 | Belgie             | Lotte Kopecky                     | SD Worx                                        |
| 2023 | Belgie             | Lotte Kopecky                     | SD Worx                                        |

### Vícenásobné vítězky
| Vítězství | Jezdkyně                               | Ročníky    |
| --------- | -------------------------------------- | ---------- |
| 2         | Mirjam Melchersová-van Poppelová (NED) | 2005, 2006 |
| 2         | Judith Arndtová (GER)                  | 2008, 2012 |
| 2         | Annemiek van Vleutenová (NED)          | 2011, 2021 |
| 2         | Lotte Kopecky (BEL)                    | 2022, 2023 |

### Vítězství podle zemí
| Vítězství | Země                      |
| --------- | ------------------------- |
| 8         | Nizozemsko                |
| 3         | Belgie Německo            |
| 2         | Itálie Spojené království |
| 1         | Rusko USA                 |